# Скаржиско-Камјена
Скаржиско-Камјена (пољ. Skarżysko-Kamienna) је град у Пољској у Војводству Светокришком у Повјату скаржиском. Према попису становништва из 2011. у граду је живело 48.580 становника.

## Становништво
Према прелиминарним подацима са пописа, у граду је 2011. живело 48.580 становника.
| 2002.  | 2011.  | 2012.  |
| ------ | ------ | ------ |
| 50.464 | 48.580 | 47.987 |

## Партнерски градови
- Стафорд
- Жмеринка
- Каварна
- Франклин Парк